# Aphthona russica
Aphthona russica es un coleóptero de la familia Chrysomelidae. Fue descrita científicamente por primera vez en 2001 por Konstantinov, Volkovitsh & Cristofaro.